# Lukas Lechner
Lukas Lechner (* 30. Oktober 1988 in Eggenfelden) ist ein deutscher Fußballspieler (Abwehrspieler).

## Wirken
Lechner steht seit 2004 beim Wacker Burghausen unter Vertrag, bei dem er zunächst in der Jugend spielte. Zur Saison 2006/2007 rückte er in die in der Bayernliga
spielende zweite Mannschaft auf und im Januar 2007 debütierte er in der Zweitliga-Mannschaft.
2008 beendete er wegen chronischer Beschwerden im Bereich der Fersen seine Laufbahn als Profifußballer. Im Jahr 2010 schloss er sich dem TuS 1860 Pfarrkirchen in der Kreisliga Passau an. Ab 2011 fungierte er als Spielertrainer und stieg mit dem Klub zweimal in Folge bis in die Landesliga Süd-Ost auf. Im Sommer 2014 verließ er den Klub und wechselte zum SV Schalding-Heining in die Regionalliga Bayern. In der Saison 2014/15 kam er zu sechs Einsätzen. Nach einer Spielzeit kehrte er nach Pfarrkirchen zurück und nahm seine Funktion als Spielertrainer in der Bezirksliga West wieder auf. Im Jahr 2017 stieg er mit seiner Mannschaft abermals in die Landesliga auf. In der Saison 2018/19 schaffte TuS 1860 Pfarrkirchen den Klassenerhalt in der Relegation. Seit der Saison 2019/20 ist er als Spielertrainer beim SV Erlbach in der Landesliga Südost tätig.